# MTV Movie Awards 2001
MTV Movie Awards 2001 var en amerikansk filmpris som blev uddelt den 2. juni 2001. Jimmy Fallon og Kirsten Dunst optrådte som værter for TV-programmet.
De nominerde film er listet op nedenfor, med vinderne i fed skrift:

## Bedste film
- Gladiator
- Tiger på spring, drage i skjul
- Erin Brockovich
- Hannibal
- X-Men

## Bedste mandlige optræden
- Tom Cruise, Mission: Impossible II
- Russell Crowe, Gladiator
- Omar Epps, Love & Basketball
- Mel Gibson, Patrioten
- Tom Hanks, Cast Away

## Bedste kvindelige optræden
- Julia Roberts, Erin Brockovich
- Aaliyah, Romeo Must Die
- Kate Hudson, Almost Famous
- Jennifer Lopez, The Cell
- Julia Stiles, Save the Last Dance

## Bedste mandlige gennembrud
- Sean Patrick Thomas, Save the Last Dance
- Jack Black, High Fidelity
- Patrick Fugit, Almost Famous
- Tom Green, Road Trip
- Hugh Jackman, X-Men
- Ashton Kutcher, Dude, Where's My Car?

## Bedste kvindelige gennembrud
- Erika Christensen, Traffic
- Aaliyah, Romeo Must Die
- Anna Faris, Scary Movie
- Piper Perabo, Coyote Ugly
- Zhang Ziyi, Tiger på spring, drage i skjul

## Bedste hold på skærmen
- Drew Barrymore, Cameron Diaz og Lucy Liu, Charlie's Angels
- Robert De Niro og Ben Stiller, Meet the Parents
- George Clooney, Tim Blake Nelson og John Turturro, O Brother, Where Art Thou?
- Tom Hanks og Wilson, Cast Away
- Halle Berry, Hugh Jackman, James Marsden og Anna Paquin, X-Men

## Bedste skurk
- Jim Carrey, Grinchen - Julen er stjålet
- Kevin Bacon, Hollow Man
- Vincent D'Onofrio, The Cell
- Anthony Hopkins, Hannibal
- Joaquin Phoenix, Gladiator

## Bedste komiske optræden
- Ben Stiller, Meet the Parents
- Jim Carrey, Jeg, mig & Irene
- Tom Green, Road Trip
- Martin Lawrence, Big momma
- Eddie Murphy, Nutty Professor II: The Klumps

## Bedste kys
- Julia Stiles og Sean Patrick Thomas, Save the Last Dance
- Jon Abrahams og Anna Faris, Scary Movie
- Ben Affleck og Gwyneth Paltrow, Bounce
- Tom Hanks og Helen Hunt, Cast Away
- Anthony Hopkins og Julianne Moore, Hannibal

## Bedste actionsekvens
- Motorcykeljagt, Mission: Impossible II
- Biljagt igennem byggeplads, Gone in Sixty Seconds
- Den romerske hær mod den germanske hær, Gladiator
- Flystyrt, Cast Away

## Bedste slåsskamp
- Zhang Ziyi mod hele baren, Tiger på spring, drage i skul
- Drew Barrymore mod angriberne, Charlie's Angels
- Russell Crowe mod maskeret modstander og tiger, Gladiator
- Jet Li med slange mod angriberne, Romeo Must Die

## Bedste dansesekvens
- Cameron Diaz' fantasisekvens, Charlie's Angels
- Åpningsdans – Bring It On
- Billys første lektion – Billy Elliot
- Klubscene – Save the Last Dance

## Bedste citat
- «Are you a pothead, Focker?» – Robert De Niro, Meet the Parents
- «I am a Golden God!» – Billy Crudup, Almost Famous
- «It vexes me, I am terribly vexed!» – Joaquin Phoenix, Gladiator
- «Feel free to stick things in my slot!» – Cameron Diaz, Charlie's Angels
- «Bite my ass, Krispy Kreme!» – Julia Roberts, Erin Brockovich

## Bedstecameo
- James Van Der Beek, Scary Movie
- Andy Dick, Road Trip
- Tom Green, Charlie's Angels
- Ozzy Osbourne, Little Nicky
- Bruce Springsteen, High Fidelity

## Bedste kostume
- Jennifer Lopez, The Cell
- Kate Hudson, Almost Famous
- Elizabeth Hurley, Forhekset
- Samuel L. Jackson, Shaft
- Lucy Liu, Charlie's Angels

## Beste musikalske scene
- «One Way or Another» sunget af Piper Perabo, Coyote Ugly
- «Let's Get It On» fremført af Jack Black, High Fidelity
- «Man of Constant Sorrow» sunget af Soggy Bottom Boys, O Brother, Where Art Thou?
- Busscenen med «Twisted Sister», Road Trip
- Busscenen med «The Tiny Dancer», Almost Famous